# Martín Almagro Gorbea
Pour les articles homonymes, voir Gorbea (homonymie).
Martín Almagro Gorbea, né à Barcelone le 5 janvier 1946, est un archéologue et historien espagnol. Il est le fils de l'archéologue Martín Almagro Basch.

## Biographie
Il est professeur de préhistoire et d'histoire à l'Université complutense de Madrid avec prix extraordinaire.
Il est le gardien perpétuel des antiquités de l'académie royale d’histoire.
Il est spécialisé dans les premières cultures de la péninsule Ibérique et de l'Europe occidentale.

## Parcours professionnel
- professeur du département de Préhistoire à l'université complutense de Madrid : 1968 - 1976
  - directeur du musée archéologique d'Ibiza : 1969 - 1970
  - gardien du musée national d'archéologie : 1970 - 1976
- professeur et directeur de l'université de Valence : 1976 - 1980
- professeur de l'université complutense de Madrid, docteur en histoire : 1981 - aujourd'hui
  - directeur de l'école espagnole d'histoire et d'archéologie de Rome : 1979 - 1983
  - académicien de l'académie royale d'histoire, en tant que conservateur des antiquités : 1996 - aujourd'hui
  - directeur du musée archéologique national : 1998 - 1999
  - correspondant de l'Académie des inscriptions et belles-lettres (Institut de France) : 2006
- commissaire de :
  - l'exposition des Celtes et des Vettons (Ávila, 2001)
  - Hispanie, l'héritage de Rome (Saragosse-Mérida, 1998)
  - trésors de la « Real Academia de la Historia » (Madrid, 2001)

### Autres
- académicien de l'Académie d'art et d'histoire de Damaso San, son cours inaugural s'intitulait España desde la prehistoria[1].
- directeur de l'École espagnole d'histoire et d'archéologie de Rome de 1979 à 1983.
- membre du Conseil permanent de l'Union internationale des sciences préhistoriques et protohistoriques.
- membre de la Real Sociedad Bascongada de Amigos del País

## Revues et publications
Il est le directeur-fondateur de la revue Complutum à l'université Complutense de Madrid, de la revue Saguntum à l'université de Valence et actuellement il dirige les revues : Bibliotheca Archaeologica Hispana, Antiquaria Hispanica, CatalogCabinet of Antiquities et Bibliotheca Hispana numismatica de l'académie royale d'histoire.

### Livres
- (es) Estudios de Arte rupestre Nubio. I, Madrid, Memorias de la Misión Arqueológica Española en Egipto X, 1968
- (es) La necrópolis de « Las Madrigueras », Madrid, Carrascosa del Campo (Cuenca), 1969, 165 p.
- (es) Los campos de túmulos de Pajaroncillo (Cuenca), Madrid, Excavaciones Arqueológicas en España, 1974, 131 p.
- (es) El bronce final y el periodo orientalizante en Extremadura, Madrid, Instituto Español de Prehistoria, 1977, 543 p. (ISBN 84-00-03737-5)
- (es) avec Dimas Fernández-Galiano, Excavaciones en el cerro Ecce Homo, Madrid, Diputación Provincial, 1980 (OCLC 9155407)
- (es) avec Jesús R. Alvarez Sanchís, Archivo del Gabinete de Antigüedades : catálogo e índices, Real Academia de la Historia, 1998 (ISBN 84-89512-27-2)
- (es) El rey-lobo de La Alcudia de Ilici, Alicante, 1999, 52 p.
- (es) avec Mariano Torres Ortiz, Las fíbulas de jinete y de caballito : aproximación a las elites ecuestres y su expansión en la Hispania céltica, Saragosse, Institución Fernando el Católico, 1999, 273 p. (ISBN 84-7820-466-0)
- (es) avec Juan Manuel Abascal Palazón, Segóbriga y su conjunto arqueológico, Real Academia de la Historia, 1999 (ISBN 84-89512-29-9)
- (es) avec Teresa Moneo, Santuarios urbanos en el mundo ibérico, Real Academia de la Historia, 2000 (ISBN 84-89512-58-2)
- (es) Epigrafía Prerromana, Madrid, Real Academia de la Historia, 2003, 544 p.
- (es) Prehistoria. Antigüedades Españolas I. Real Academia de la Historia, Catálogo del Gabinete de Antigüedades, Madrid, 2004, 451 p. (ISBN 84-95983-46-X, lire en ligne)
- (es) Medallas Españolas. Catálogo del Gabinete de Antigüedades de la Real Academia de la Historia, Madrid, Real Academia de le Historia, 2005, 695 p. (ISBN 84-95983-68-0, lire en ligne)
- (es) La necrópolis de Medellín. I-III, Madrid, Bibliotheca Archaeologica Hispana, 2006-2008, 350 p. (ISBN 978-84-95983-88-6, lire en ligne)
- (es) Los orígenes de los vascos, 2008, 140 p. (ISBN 978-84-89318-11-3)
- (es) Segobriga, Madrid, 55 p.